# ギリアン

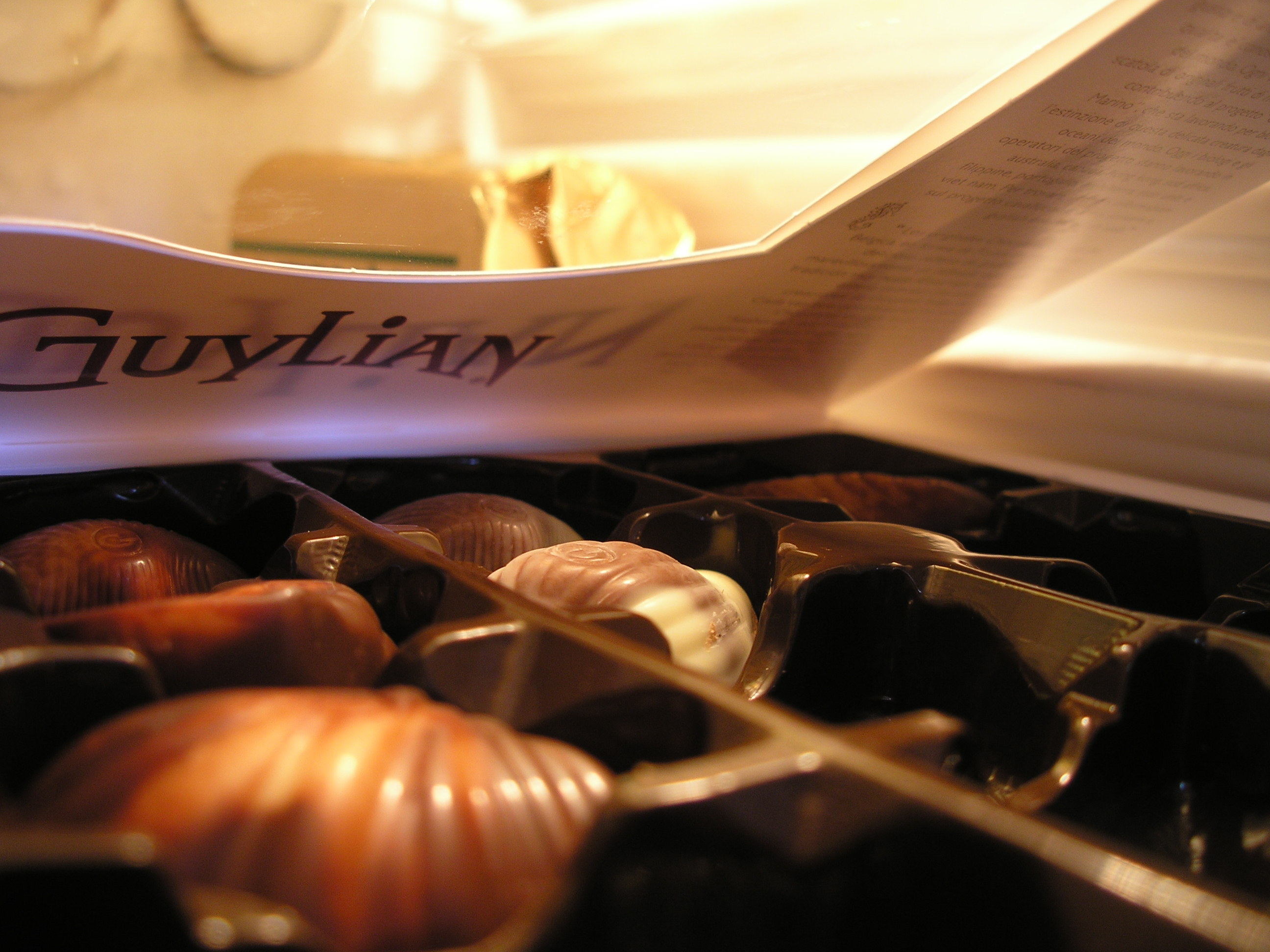
ギリアン・チョコレート

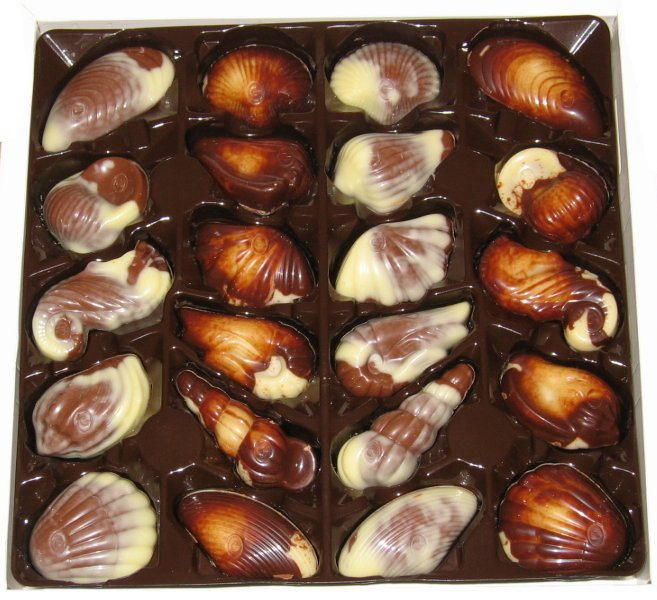
ギリアンの貝殻のチョコレート

ギリアン（Guylian）は1958年に設立されたベルギーのチョコレート製造業者。同社の社名は、創業者であるガイ・フォバートと、その妻リリアンの名前から取られ命名された。ギリアンは、さまざまなフィリングの貝殻のプラリネでよく知られている。2008年、同社はロッテにより約1億1000万ユーロで買収されることが判明した。

## 歴史
ベルギーのシント＝ニクラースにあるパン屋の息子として1938年に生まれたフォバートは、同国のアントウェルペン製菓職人学校で修行した。在学時から、フォバートはすでに地域の市場で手製のトリュフチョコレートを販売していた。チョコレート専門店としてのギリアンは1958年に設立され、「ギリアン」の社名はガイ・フォバートと妻リリアンの名によるかばん語として作られた。夫妻は自宅で小規模な製造業者として事業を始め、地域のチョコレート店で販売されるプラリネとトリュフチョコレートを製造した。

### ギネス世界記録
2005年3月、ギリアン・アントワネ・ブッフィウーはシント＝ニクラースにある市場の広場で、世界最大のイースターエッグのチョコレート製の彫像を製造したとしてギネス世界記録に認定された。この巨大なチョコレートの卵を作るために、ギリアンのマスター・ショコラティエが26人で8日間継続して作業に当たった。この卵は高さ8.32メートル、幅6.39メートルで、1950キロのチョコレートまたは約5万枚の貝殻のチョコレート・バーを用いて製造された。

## 会社の商標
タツノオトシゴが会社の商標として用いられ、全世界で著作権により保護されている。尾は本物のタツノオトシゴよりも外側に反ったデザインとなっている。ギリアンの貝殻には、その製品がギリアン製であることを示すGの文字が押捺されている。

## 製品
ギリアンはプラリネをギフト・ボックス、個包装されたチョコレート、チョコレート・バー、トリュフ・チョコレート、ナポリタンで販売している。ギリアンは貝殻のチョコレートでよく知られている。ガイ・フォバートが1960年代に作ったオリジナル・ヘーゼルナッツ・プラリネは現在も販売が継続されている。